# رازفان سافا
رازفان صاوه (بالرومانية: Răzvan Sava)‏ هو لاعب كرة قدم روماني في مركز حراسة المرمى، ولد في 21 يونيو 2002 في تيميشوارا في رومانيا. لعب مع سي إف آر كلوج ونادي تورينو.